# MEJIBRAY
MEJIBRAY（メジブレイ）は、日本のヴィジュアル系メタルバンド。

## メンバー
綴（つづく）
ボーカル担当。12月15日横浜生まれのO型。
名前の由来は「詩を"綴く(つづく)"る者」から来ている。
猛獣のようなシャウトや悲鳴のようなホイッスルボイスを得意とする。
ライブ中での表現として発狂したり、歌詞を変えることもある。
アルバム、ミニアルバムに収録されるインスト曲にも"歌詞は存在する"と発言している。
影響を受けた作品として、DIR EN GREYのアルバム『VULGAR』を挙げている。
自分が生まれる前に両親が離婚し、父親の姿は一度も見たことが無い。
MEJIBRAY活動休止後、2017年12月31日をもって株式会社フォーラムとの契約が終了。
同バンド恋一と共に8P-SBとしての活動を開始。
なお、8P-SBでの活動はgenki名義で行われている。
MiA (みあ)
ギター担当。9月17日横浜生まれのO型。
メインコンポーザー。ヘヴィメタル系のギターを好み演奏している。目黒鹿鳴館でのアルバイトやGALNERYUSのローディーを勤めた経験がある。2013年6月9日の赤坂BLITZ公演まではギブソン・フライングV、その後はESPのFRX、2014年12月22日渋谷公会堂公演からは同公演にてお披露目された自身のシグネチャーモデルギターであるrapierを主に使用している。使用弦はキクタニミュージックのDR。
MI JAPAN出身である。
MEJIBRAY活動休止後の活動として
DのASAGIのソロ活動『浅菊』へのギターサポートとして参加。
てんちむ等とのバンド形態のクリエイターチーム、Sugar or Dryを始動させる。
なおMiAは、Producer、Sweets、Agency、G(ギター)としての役割を担っている。
また、アダルトグッズ会社のTENGA、ギター弦会社のキクタニミュージックとの契約もしている。
恋一（こういち）
ベース担当。12月22日八王子生まれのB型。
バンド結成から最初の二年ほどはサドウスキーの5弦ベース、2012年11月30日高田馬場AREA公演から現在ではリッケンバッカー Model 4003 Leftyを使用している。ライブ中はシャウト等も担当する。グッズやジャケットといったアートワークは恋一が手掛ける事が多い。
MEJIBRAY活動休止後、2017年12月31日をもって株式会社フォーラムとの契約が終了。
同バンド綴と共に8P-SBとしての活動を開始。
なお、8P-SBでの活動はkoichi niiyama名義で行われている。また、MEJIBRAYでのパートとは異なりボーカルも努める。
メト
ドラムス担当。1月17日福井生まれのA型。
「人形」という設定であり、ライブのMCやインタビューにおいて自ら言葉を発することはない。そのため、インタビューではメトが持っているぬいぐるみ「るあな」が代わりに喋っている。また、コメントDVD等では恋一がメトの名前も合わせて名乗る。衣装は原宿系ブランドFAR★STARの物が多く、メトの身体に彫られた刺青をモチーフにしたアイテムをコラボ商品として販売。
MEJIBRAY活動休止後、由太郎名義でボーカルを務めた。MEJIBRAYでのメトとは別人格である。

### 元メンバー
一風（いっぷう）
ギター担当。2011年10月1日付で脱退。

## 来歴
2011年6月18日から活動を開始する。当初は綴のソロ活動でメンバーはサポートとして活動した後に加入し5人になったが、同年10月1日付で一風が脱退し、4人構成となる。
その後、2012年10月から11月にかけて初のワンマンツアーを開催。
2013年には全国30箇所を回る大規模なツアーを展開し、そのツアーファイナルであるTSUTAYA O-EAST（Shibuya O-EAST）公演で、当時の自身最大キャパシティとなる会場Zepp Divercity Tokyo公演をファイナルに据えた3周年記念7大都市ワンマンツアーを発表した。
その3周年記念7大都市ワンマンツアーのさなか、ドラマーのメトが転倒事故によって骨折。2014年5月23日広島ナミキジャンクション公演から6月6日Zepp Divercity Tokyo公演までの5公演を延期とし、9月8日から振替公演を行った。
初の海外（中国・上海 メルセデス・ベンツ文化センター—The Mixing Room音楽倶楽部）公演となる聖夜狂想祭-Halloween Party-に2014年11月1日参加。
2014年12月22日、渋谷公会堂にて初のホールワンマン。この公演はライブではなくショーと銘打たれ、MEJIBRAYの新境地をみせた。
2015年9月5日には、初の野外ワンマンである日比谷野外音楽堂公演を行った。
2016年9月にヴィジュアル系専門音楽雑誌『SHOXX vol.286』の表紙を初めて単独で飾ることが発表されたが、販売元である音楽専科社の自己破産によって発売中止となった。後にライブ会場配布シングルとなる「ナナキ」は該当雑誌の付録として予定されていたもの。
2017年5月10日、公式サイトより2017年内をもって活動休止を発表した。
2017年12月31日、公式サイト上で綴、恋一が活動休止とともに所属事務所フォーラムとの専属契約を終了することが発表された。

## 音楽性
攻撃的なギターに乗せたクリアなメロディラインと、ヘヴィなサウンドが特徴。
曲名をサビの頭に入れて3声でハモり、タイトルを繰り返すといった手法を行うことが多く、より印象に残りやすい楽曲作りを意識している。

## ディスコグラフィ

### シングル
| 枚   | 発売日        | タイトル                                           | 規格品番                                                         | 備考                                                                                         |
| ---- | ------------- | -------------------------------------------------- | ---------------------------------------------------------------- | -------------------------------------------------------------------------------------------- |
| 1st  | 2011年8月24日 | KILLING ME                                         | WSG-2                                                            |                                                                                              |
| 2nd  | 2012年3月7日  | サバト                                             | WSG-4（初回盤Aタイプ） WSG-5（初回盤Bタイプ） WSG-6（通常盤）    | オリコン週間シングルランキング初登場66位 オリコン週間インディーズシングルランキング初登場4位 |
| 3rd  | 2012年9月5日  | Sadisgate                                          | WSG-17（初回盤Aタイプ） WSG-18（初回盤Bタイプ） WSG-19（通常盤） | オリコン週間シングルランキング初登場61位 オリコン週間インディーズシングルランキング初登場2位 |
| 4th  | 2012年10月3日 | EMILY                                              | WSG-20（初回盤Aタイプ） WSG-21（初回盤Bタイプ） WSG-22（通常盤） | オリコン週間シングルランキング初登場32位 オリコン週間インディーズシングルランキング初登場2位 |
| 5th  | 2013年1月2日  | アヴァロン                                         | WSG-25（初回盤Aタイプ） WSG-26（初回盤Bタイプ） WSG-27（通常盤） | オリコン週間シングルランキング初登場23位                                                     |
| 6th  | 2013年2月6日  | DIE KUSEE                                          | WSG-28（初回盤Aタイプ） WSG-29（初回盤Bタイプ） WSG-30（通常盤） | オリコン週間インディーズシングルランキング初登場5位 オリコン週間CDシングルランキング36位     |
| 7th  | 2013年9月4日  | アプリオリ                                         | WSG-38（初回盤Aタイプ） WSG-39（初回盤Bタイプ） WSG-40（通常盤） | オリコン週間CDシングルランキング初登場32位                                                   |
| 8th  | 2013年10月2日 | 醜詠                                               | WSG-41（初回盤Aタイプ） WSG-42（初回盤Bタイプ） WSG-43（通常盤） | オリコン週間CDシングルランキング初登場23位 オリコン週間インディーズシングルランキング3位     |
| 9th  | 2013年11月6日 | DECADANCE - Counting Goats … if I can't be yours - | WSG-44（初回盤Aタイプ） WSG-45（初回盤Bタイプ） WSG-46（通常盤） | オリコン週間CDシングルランキング初登場35位 オリコン週間インディーズシングルランキング3位     |
| 10th | 2014年3月19日 | RAVEN                                              | WSG-47（初回盤Aタイプ） WSG-48（初回盤Bタイプ） WSG-49（通常盤） | オリコン週間CDシングルランキング初登場22位 オリコン週間インディーズシングルランキング-位     |
| 11th | 2014年9月24日 | シアトリカル・ブルーブラック                       | WSG-52（初回盤Aタイプ） WSG-53（初回盤Bタイプ） WSG-54（通常盤） | オリコン週間CDシングルランキング初登場24位 オリコン週間インディーズシングルランキング-位     |
| 12th | 2015年4月1日  | ネペンテス                                         | WSG-57（初回盤Aタイプ） WSG-58（初回盤Bタイプ） WSG-59（通常盤） | オリコン週間CDシングルランキング初登場23位 オリコン週間インディーズシングルランキング5位     |
| 13th | 2015年5月6日  | 盈虧                                               | WSG-60（初回盤Aタイプ） WSG-61（初回盤Bタイプ） WSG-62（通常盤） | オリコン週間CDシングルランキング初登場26位 オリコン週間インディーズシングルランキング-位     |
| 14th | 2015年10月7日 | パラダイム・パラドックス                           | WSG-66（初回盤Aタイプ） WSG-67（初回盤Bタイプ） WSG-68（通常盤） | オリコン週間CDシングルランキング初登場32位 オリコン週間インディーズシングルランキング4位     |
| 15th | 2015年11月4日 | SECRET No.03                                       | WSG-69（初回盤Aタイプ） WSG-70（初回盤Bタイプ） WSG-71（通常盤） | オリコン週間CDシングルランキング初登場24位 オリコン週間インディーズシングルランキング1位     |
| 16th | 2016年3月2日  | Agitato GRIMOIRE                                   | WSG-72（初回盤Aタイプ） WSG-73（初回盤Bタイプ） WSG-74（通常盤） | オリコン週間CDシングルランキング初登場36位 オリコン週間インディーズシングルランキング5位     |
| 17th | 2016年4月6日  | THE END                                            | WSG-75（初回盤Aタイプ） WSG-76（初回盤Bタイプ） WSG-77（通常盤） | オリコン週間CDシングルランキング初登場29位 オリコン週間インディーズシングルランキング4位     |
| 18th | 2016年11月2日 | 羽花                                               | WSG-78（初回盤Aタイプ） WSG-79（初回盤Bタイプ） WSG-80（通常盤） | オリコン週間CDシングルランキング初登場48位 オリコン週間インディーズシングルランキング4位     |

### フルアルバム
| 枚  | 発売日        | タイトル                 | 規格品番                          | 備考                                                                             |
| --- | ------------- | ------------------------ | --------------------------------- | -------------------------------------------------------------------------------- |
| 1st | 2012年5月2日  | Emotional【KARMA】       | WSG-7（初回盤） WSG-8（通常盤）   | オリコン週間アルバムランキング初登場102位 オリコンインディーズチャート初登場14位 |
| 2nd | 2014年12月3日 | THE"420"THEATRICAL ROSES | WSG-55（初回盤） WSG-56（通常盤） |                                                                                  |

### ミニアルバム
| 枚  | 発売日                                  | タイトル    | 規格品番                                   | 備考 |
| --- | --------------------------------------- | ----------- | ------------------------------------------ | ---- |
| 1st | 2011年12月7日 2012年7月4日（2ndプレス） | Slivers.exe | WSG-3 WSG-13（2ndプレス）                  |      |
| 2nd | 2013年5月1日                            | MESSIAH.bat | WSG-31（初回盤A） WSG-32（初回盤B） WSG-33 |      |
| 3rd | 2015年8月5日                            | VENOMS.app  | WSG-63（初回盤A） WSG-64（初回盤B） WSG-65 |      |

### シングルコレクション
| 枚  | 発売日        | タイトル       | 規格品番                        | 備考                                |
| --- | ------------- | -------------- | ------------------------------- | ----------------------------------- |
| 1st | 2014年5月17日 | SM             | WSG-50 (初回盤) WSG-51 (通常盤) |                                     |
| 2nd | 2017年4月5日  | SM (2nd Press) | WSG-81 (通常盤)                 | 「And Then There Were None.」が追加 |
| 3rd | 2017年5月3日  | SM #2          | WSG-82 (初回盤) WSG-83 (通常盤) |                                     |

### DVD
| 枚  | 発売日        | タイトル                                                       | 規格品番 | 備考 |
| --- | ------------- | -------------------------------------------------------------- | -------- | ---- |
| 1st | 2014年4月2日  | A PRIORI 詠：序章-Counting Goats- TOUR FINAL at TSUTAYA O-EAST | WSGD-1   |      |
| 2nd | 2015年3月4日  | THE THEATRICAL SHOW『鳥ハ泳ギ方ヲ知ラズ溺レ亡骸』at 渋谷公会堂 | WSGD-3   |      |
| 3rd | 2015年12月2日 | 盲目の猫を殺した猛毒 at 日比谷野外大音楽堂                     | WSGD-4   |      |
| 4th | 2016年9月7日  | THE END to be or not to be TOUR FINAL at 赤坂BLITZ             | WSGD-5   |      |
| 5th | 2017年3月1日  | -NO MOUTH SLIVERS- TOUR FINAL at Yokohama Bay Hall             | WSGD-6   |      |
| 6th | 2017年9月6日  | HANGMAN TOUR FINAL at 赤坂BLITZ                                | WSGD-8   |      |
| 7th | 2018年3月7日  | そして誰もいなくなった TOUR FINAL at 新木場STUDIO COAST        | WSGD-9   |      |

### その他
- カルマ-瓦礫のマンティコーラース-（ライブ会場・通販限定販売シングル）
- トロシナ（2012年8月31日から11月11日、ライブ会場限定販売シングル）
- Divergence（2014年9月25日Zepp Divercity Tokyoライブ会場限定販売DVD）
- ナナキ（2016年11月4日から12月15日、ライブ会場限定無料配布シングル）
- Sliver（2017年5月10日、ライブ会場限定販売DVD）

## 参加作品
- CRUSH!3 -90's V-Rock best hit cover LOVE songs-（2012年6月27日発売）
  - DIR EN GREYの「Cage」をカバー[23]。
- VOCALOID × V-ROCK collection（2012年9月19日発売）
  - 鬱Pの「害虫」をカバー[24]。
- SADS RESPECT ALBUM『M』（2014年4月9日発売）
  - SADSの「ポルノスター」をカバー[25]。
- V-ANIME collaboration -homme-（2014年3月26日発売）
  - 「創聖のアクエリオン」「ルパン三世のテーマ」のカバーにMiAが参加[26]。
- V-ANIME collaboration -femme-（2014年5月14日発売）
  - 「ゆずれない願い」「薔薇は美しく散る」のカバーにMiAが参加[27]。

## 使用機材
MiA
ESP - rapier
ESP製のMiAオーダーメイド品。24金が散りばめられている。
ESP - FRX MiA Custom
ESP製、FRXのLiquid Metal Silverのパーツをゴールドに変更されたもの。
ESP - FRX MiA Cutom ②
ESP製、FRXのBlackのパーツをゴールドに変更されたもの。
ESP - FRX CTM Limited
ESP製、FRXのRaindeer Blackのパーツをゴールドに変更されたもの。
ノーブランド(ESP系列) - GR PGG
ピックガードの形状に合わせたボディのギター。
恋一
Rickenbacker - Model 4003 Lefty
Jetglo、Fireglo、Midnight blueの三本を所有。
Rickenbacker - Model 4003 Lefty Custom
Maplegloのものにラインストーンをカスタムしたもの。 
Sadowsky - 5弦ベース
MEJIBRAY活動初期の際に使用していた白いベース。
メーカー不明 - バイオリンベース
白色のバイオリン型ベースに恋一の手によって食品サンプルがカスタムされ、ショートケーキの様なルックスのもの。
メーカー不明 - アクリルボディギター
Instagram(既に投稿削除済み)にて"New Toy"として登場。
メト
Pearl リズムトラベラー シェイドグリーン
小口径サイズのドラムセット。主にラックを使用している時に使われる緑色のセット。メロタムとして使用されることが多く、14インチのバスドラムはスレイブ側に設置されている。(ツインペダルを使用しているのでダミーとして設置。)
MAPEX Meridian Black Raven Limited Run 10 Sets
主にワンバスセットの時に使われるドラムセット。
先述したラックセットのメインバスドラムにも使用されている。
SJC アクリルシェル エイジド ホワイトパール インレイ(正式名称?)
海外のメーカーSJCのドラムセット。アクリルシェルで内部にLEDを導入している。ロートタム8インチ、10インチと組み合わせて使用されることが多い。
GOSTRAY スネアドラム “EVO”　【受注生産】
ヌケの良い音が特徴のスネアドラム。シェル、フープ等緑色に染まっている受注生産品。
ICON Three-Sided Drum Rack
Pearl社のドラムラック。真ん中にPearl RJ-50 Rack Jointを使用している。

## SNS
- 綴は過去にTwitterとInstagramのアカウントを所持していたが、Twitterは2013年4月に、Instagramは2015年10月に辞めているが、現在は GENkI TAKEBUCHI 名義のアカウントを所持している。
- MiAはTwitter、Instagram（２個）、Tumblerのアカウントを所持している。
- 恋一はTwitter、Instagramのアカウントを所持している。（2017年12月30日から31日にかけて、Twitter、Instagramのプロフィール画像と投稿が全て削除され、フォローも全て外されている。アカウント自体は残っている。）現在はTREMBLING BAMBI名義で活動中。
- メトはInstagramとTwitterを持っており、Twitter、Instagramではキャラ弁お兄ちゃんとして活動している。「メトスタグラム」というアカウント名を考案したのは恋一。